# Saint-Quentin-au-Bosc
Saint-Quentin-au-Bosc ist eine Commune déléguée in der französischen Gemeinde Petit-Caux mit 107 Einwohnern (Stand 1. Januar 2022) im Département Seine-Maritime in der Region Normandie. 
Die Gemeinde Saint-Quentin-au-Bosc wurde am 1. Januar 2016 mit 17 weiteren Gemeinden zur Commune nouvelle Petit-Caux zusammengeschlossen. Sie hat seither den Status einer Commune déléguée. Die Gemeinde Saint-Quentin-au-Bosc gehörte zum Arrondissement Dieppe und zum Kanton Dieppe-2 (bis 2015: Kanton Envermeu).
Saint-Quentin-au-Bosc liegt etwa 25 Kilometer östlich vom Stadtzentrum von Dieppe nahe dem Ärmelkanal.

## Bevölkerungsentwicklung
| Jahr                     | 1962 | 1968 | 1975 | 1982 | 1990 | 1999 | 2006 | 2013 |
| Einwohner                | 142  | 147  | 142  | 125  | 101  | 88   | 87   | 103  |
| Quelle: Cassini und INSE |      |      |      |      |      |      |      |      |

## Sehenswürdigkeiten
- Kirche